# Robert J. Szmidt
Robert Jerzy Szmidt (ur. 26 lipca 1962 we Wrocławiu) – polski pisarz science fiction i fantasy, tłumacz, redaktor oraz dziennikarz i wydawca. Z wykształcenia marynarz (ukończył Zespół Szkół Żeglugi Śródlądowej we Wrocławiu). Obecnie mieszka w Ogrodzieńcu.
Na początku lat 80. XX wieku czynny w polskim fandomie fantastycznym. Był jednym z pomysłodawców nagrody „Sfinks”, która przekształciła się później w Nagrodę im. Janusza A. Zajdla, choć od 1987 nie brał udziału w jej organizacji. Tłumaczył teksty z angielskiego m.in. dla Wydawnictwa Iskry i czasopisma „Nowa Fantastyka”. Laureat nagrody „Śląkfa” za rok 1985 w kategorii „Fan roku”.
W 1986 przeprowadził się do Katowic, pracował w branży wideo i księgarskiej i na kilkanaście lat przestał działać w fandomie. Był przedstawicielem wydawnictwa Amber na Polskę południową, prowadził też jedną z pierwszych legalnych wypożyczalni wideo na Śląsku. Stworzył wydawnictwo zajmujące się wydawaniem pism dla wideotek – „Video Business” i „Video Premiery”. Po tym, jak minął boom wideo, wydawał czasopisma o konsolach do gier „PlayStation Plus” i „Player Station Plus”.
W 2000 powrócił do branży fantastycznej jako założyciel a zarazem redaktor naczelny miesięcznika „Science Fiction” i związanego z nim wydawnictwa noszącego nazwę „Dom Wydawniczy Ares”. W 2004 stworzył Nagrodę „Nautilus”, przyznaną po raz pierwszy na krakowskim konwencie ConQuest. Od 2011 roku redaktor naczelny dwumiesięcznika „SF” wydawanego przez wydawnictwo Almaz.
W 2015 laureat nagrody Wrocławianin Roku 2015, w 2017 roku otrzymał srebrną, a w 2018 złotą Odznakę Honorową Zasłużony dla Województwa Dolnośląskiego.

## Twórczość

### Opowiadania
- Umrzeć w Lea Monde („Science Fiction” nr 1/2001)
- Ognie w ruinach („Science Fiction” nr 2/2001 oraz jako prolog do powieści Apokalipsa według Pana Jana)
- Ciemna strona Księżyca („Science Fiction” nr 5/2001)
- Cicha Góra („Science Fiction” nr 6/2001)
- Aniołowie („Science Fiction” nr 7/2001)
- Mrok nad Tokyoramą („Science Fiction” nr 15/2002)
- Mały („Science Fiction” nr 20/2002)
- Ci, którzy przeżyli („Science Fiction” nr 25/2003)
- Alpha Team („Science Fiction” nr 28/2003)
- Ostatni zjazd przed Litwą („Science Fiction” nr 38/2004)
- Polowanie na Jednorożca („Science Fiction” nr 50/2005 oraz jako prolog do powieści Kroniki jednorożca: Polowanie)
- Pola dawno zapomnianych bitew („Science Fiction, Fantasy i Horror” nr 03/2006)
- Pola dawno zapomnianych bitew: Kuźnia („Science Fiction, Fantasy i Horror” nr 48/2009)
- Objazd („Science Fiction, Fantasy i Horror” nr 50/2006)
- To będą inne święta Antologia „Bajki dla dorosłych”, Fabryka Słów, Lublin 2009

### Powieści

#### CyklPola dawno zapominanych bitew
- Łatwo być bogiem, Rebis, Poznań 2014
- Ucieczka z raju, Rebis, Poznań 2016
- Na krawędzi zagłady, Rebis, Poznań 2017
- Zwycięstwo albo śmierć, Rebis, Poznań 2018
- Ostatnia misja Asgarda, Rebis, Poznań 2019

#### CyklSzczury Wrocławia
- Szczury Wrocławia. Chaos, Insignis Media, Kraków 2015
- Szczury Wrocławia. Kraty, Insignis Media, Kraków 2019
- Szczury Wrocławia. Szpital,  Insignis Media, Kraków 2019
- Szczury Wrocławia. Dzielnica, 2024

#### Powieści zUniwersum Metro 2033
- Otchłań (Uniwersum Metro 2033), Insignis Media, Kraków 2015
- Wieża (Uniwersum Metro 2033), Insignis Media, Kraków 2016
- Riese (Uniwersum Metro 2035), Insignis Media, Kraków 2019

Cykl Samotność Anioła Zagłady
- Samotność Anioła Zagłady. ADAM, Skarpa Warszawska 2024
- Samotność Anioła Zagłady. EWA, Skarpa Warszawska 2024

Cykl Kroniki Jednorożca
- Kroniki Jednorożca, POLOWANIE, Skarpa Warszawska 2025
- Kroniki Jednorożca, WOJNA, Skarpa Warszawska 2025

#### Pozostałe
- Toy Land, „Science Fiction” nr 11 /2002; Fabryka Słów, Lublin 2008
- Apokalipsa według Pana Jana, D.W. Ares, Katowice 2003; Fabryka Słów, Lublin 2008; Rebis, Poznań 2013
- Zaklinacz, D.W. Ares, Katowice 2003
- Kroniki jednorożca: Polowanie, Fabryka Słów, Lublin 2007
- Samotność Anioła Zagłady, Fabryka Słów, Lublin 2009
- Samotność Anioła Zagłady. Adam, Fabryka Słów, Lublin 2015
- Zgasić słońce. Szpony smoka, SQN, Kraków 2020
- Ostateczne rozwiązanie, Znak, Kraków 2021

### Zbiory opowiadań
- Ostatni zjazd przed Litwą, Fabryka Słów, Lublin 2007. W skład zbioru weszły następujące teksty: Cicha góra, Ciemna strona Księżyca, Mrok nad Tokyoramą, Ostatni zjazd przed Litwą, Polowanie na jednorożca.
- Alpha Team, Fabryka Słów, marzec 2010. W skład zbioru wchodzą: Aniołowie, Ognie w ruinach, Mały, Alpha Team, Pogromca smoków, Ci, którzy przeżyli, Gavein, Umrzeć w Lea Monde, Pola dawno zapomnianych bitew.

### Przekłady

#### Proza
- Norman Spinrad, Ziele czasu, Iskry, Warszawa 1982
- Isaac Asimov – Fundacja – Wyd. bezdebitowe 1983
- Robert Silverberg, Skrzydła nocy, nowela w tomie Pożeglować do Bizancjum Solaris, Olsztyn 2003
- James Church, Śmierć w Koryo, Książnica, Katowice 2008
- William Gibson, Spook Country: W kraju agentów, Książnica, Katowice 2008
- Jack Campbell, Zaginiona flota: Nieulękły, Fabryka Słów, Lublin 2008
- Jack Campbell, Zaginiona flota: Nieustraszony, Fabryka Słów, Lublin 2008
- Jack Campbell, Zaginiona flota: Odważny, Fabryka Słów, Lublin 2009
- Jack Campbell, Zaginiona flota: Waleczny, Fabryka Słów, Lublin 2009
- Anne McCaffrey, Wszystkie Weyry Pernu, Książnica, Katowice 2009
- Paul Carson, Ostatni dyżur, Książnica, Katowice 2009
- Mike Resnick, Na tropie jednorożca, Fabryka Słów, Lublin 2009
- Mike Resnick, Na tropie wampira, Fabryka Słów, Lublin 2009
- Mike Resnick, Starship: Bunt, Fabryka Słów, Lublin 2009
- Mike Resnick – Starship: Pirat, Fabryka Słów, Lublin 2010
- Mike Resnick – Starship: Najemnik, Fabryka Słów, Lublin 2010
- Mike Resnick – Starship: Rebeliant, Fabryka Słów, Lublin 2010
- John Twelve Hawks – Złote miasto, Sonia Draga 2010
- Anne i Todd McCaffrey, Smoczy Harfiarz, Książnica, Katowice 2010
- Anne i Todd McCaffrey, Smoczy ogień, Książnica, Katowice 2010
- David Weber, Rafa Armageddonu, Rebis, Poznań 2010
- Jack Campbell, Zaginiona flota: Bezlitosny, Fabryka Słów, Lublin 2010
- Charles Portis – Prawdziwe męstwo, Sonia Draga 2011
- Mike Resnick – Starship: Flagowiec, Fabryka Słów, Lublin 2011
- Simon Scarrow, Orły Imperium, Książnica, Katowice 2011
- Simon Scarrow, Orły Imperium. Podbój, Książnica, Katowice 2011
- David Weber, Schizmą rozdarci, Rebis, Poznań 2011
- David Weber, Herezją naznaczeni, Rebis, Poznań 2011
- Jack Campbell, Zaginiona flota: Zwycięski, Fabryka Słów, Lublin 2011
- Paul Carson, Zimna stal, Książnica, Katowice 2011
- Raymond E. Feist, Lot nocnych jastrzębi, Rebis 2011
- Graham Brown – Czarny deszcz, Sonia Draga 2011
- Jack Campbell, Wojna Starka, Fabryka Słów, Lublin 2012
- Cherie Priest, Boneshaker, Książnica, Katowice 2012
- Nancy Kress, Księżyc prawdopodobieństwa, Almaz 2012
- Nancy Kress, Gwiazda prawdopodobieństwa, Almaz, 2012
- Nancy Kress, Przestrzeń prawdopodobieństwa, Almaz, 2013
- Jack Campbell, Zaginiona flota: Dreadnaught, Fabryka Słów, Lublin 2012
- Raymond E. Feist, Wyprawa do imperium mroku, Rebis 2012
- Raymond Khoury – Zbawienie templariuszy, Sonia Draga 2012
- Simon Scarrow, Orły Imperium. Polowanie, Książnica, Katowice 2012
- David Weber, Potężna Forteca, Rebis, Poznań 2012
- Nicholas Eames, Królowie Wyldu, Rebis, Poznań 2018

#### Gry komputerowe
- Resident Evil 4 – Cenega 2007
- Dawn of Magic: Blood Magic – Cenega 2007
- Age of Empires II: the Age of Kings – Cenega 2006
- Age of Pirates: Opowieści z Karaibów – Cenega 2006
- Hitman: Blood Money – Cenega 2006
- Fantasy Wars – Cenega 2009
- Devil May Cry 3 SE – Cenega 2006
- The Moment of Silence – Cenega 2005
- Kryzys Kubański – Lodowa krucjata – Bauer 2007
- Dyplomacja – Cenega 2005
- Kryzys Kubański – Cenega 2005